# Odonellia
Odonellia sind eine Pflanzengattung aus der Familie der Windengewächse (Convolvulaceae). Sie umfasst zwei Arten amerikanischer Herkunft.

## Beschreibung

### Vegetative Merkmale
Odonellia sind kräftige, krautige Kletterpflanzen. Stängel, Laubblätter, Tragblätter, Blütenstiele, Kelchblätter und die Falten der Kronblätter sind spärlich oder dicht überlappend behaart. Die Trichome sind lang, rostbraun bis fahlgelbrot und unverzweigt.
Die Laubblätter stehen wechselständig. Sie sind gestielt, ihre Blattspreiten sind breit eiförmig oder eiförmig mit stachelspitziger und zugespitzter oder spitz zulaufender Spitze, die Basis ist herzförmig bis abgeschnitten.

### Blütenstände und Blüten
Die Blütenstände sind köpfchenförmige Zymen. Sie stehen in den Achseln und bestehen aus einer Vielzahl von Blüten. Die Blütenstandsstiele sind meist ähnlich lang wie die Laubblätter oder können auch noch länger sein, die Blütenstiele sind sehr kurz. In einem Blütenstand gibt es eine große Zahl an kelchblattähnlichen Tragblättern, die genauso lang oder etwas länger als die Kelchblätter selbst sind. Ihre Außenseite ist dicht behaart, die Innenseite ist unbehaart.
Die fünf Kelchblätter sind in der Knospe dachartig angeordnet (quincunicale Knospendeckung). Sie sind ungleich lang und ähnlich den Tragblättern behaart. Die weiß bis lavendelfarben gefärbte und glockenförmig-trichterförmige und nicht gelappte Krone besteht aus fünf miteinander verwachsenen Kronblättern, die eine nach innen gefaltete, klappige (indupikat-valvate) Knospendeckung haben. Die Mittelachse der Kronblätter ist dicht behaart.
Die fünf Staubblätter sind nahezu gleich lang und ragen nicht über die Krone hinaus. Die Staubfäden setzen in der Nähe der Kronenbasis an, der mit der Krone verwachsene Teil ist drüsig behaart. Die Staubbeutel sind nach innen gewendet und nach dem Aufspringen leicht gebogen. Die Pollenkörner haben meist sechs, selten bis acht Keimfalten, die alle äquatorial liegen. Der Griffel ragt über die Staubbeutel hinaus, die zwei Narbenlappen sind nahezu kugelförmig und berühren einander. Der Fruchtknoten ist oberständig, zweikammerig und bildet zwei gegenläufige (anatrope) Samenanlagen je Kammer.

### Früchte und Samen
Die Früchte sind Kapseln, die von den beständigen Trag- und Kelchblättern umschlossen werden. Jede Frucht enthält vier unbehaarte, glatte Samen, in denen der Embryo von beständigem Endosperm umgeben ist.

## Vorkommen und Standorte
Die Arten der Gattungen kommen in Mexiko, Mittelamerika und Südamerika vor.

## Systematik
Die Gattung umfasst zwei Arten:
- Odonellia eriocephala (Moric.) K.R.Robertson: Ihre Heimat ist Brasilien.[1]
- Odonellia hirtiflora (Mart. & Gal.) K.R.Robertson: Sie kommt von Mexiko bis ins tropische Südamerika vor.[1]

Typusart ist Odonellia hirtiflora.
Innerhalb der Windengewächse wird die Gattung nach molekularbiologischen Erkenntnissen in die Tribus Aniseieae eingeordnet. Neben der Gattung Odonellia zählen die Gattungen Aniseia, Iseia und Tetralocularia ebenfalls zu dieser Tribus.

## Botanische Geschichte
Beide Arten der Gattung Odonellia wurden als Gattung der Prunkwinden (Ipomoea) angehörig erstbeschrieben, Moïse Étienne Moricand beschrieb 1838 Ipomoea eriocephala und Martin Martens und Henri Guillaume Galeotti beschrieben 1845 Ipomoea hirtiflora. Beide Arten wurden später der Gattung Jacquemontia zugeordnet, jedoch stellte Kenneth R. Robertson 1971 in seinen Untersuchungen der Arten der Gattung fest, dass einige Arten als nicht der Gattung angehörig anzusehen sind. Daraufhin veröffentlichte er 1982 die Erstbeschreibung der Gattung Odonellia mit den Arten Odonellia hirtiflora und Odonellia eriocephala. Von den Arten der Gattung Jacquemontia unterscheiden sich die Arten nach Robertson durch die Behaarung, die Form der Narben, der Textur der Samen sowie die Form der Pollenkörner. Robertson vermutete, dass die Arten nahe der Gattung Aniseia zu platzieren sind, was durch molekularbiologische Untersuchungen bestätigt werden konnte. Der Gattungsname ehrt Carlos Alberto O’Donell (1912–1954) für seine umfangreichen Arbeiten zu den südamerikanischen Vertretern der Windengewächse.